# 陳德沛
陳德沛（1935年－），臺灣鐵路管理局前局長，2000年11月退休。

## 生平
陳德沛1948年隨家人到台灣。畢業於國立成功大學交通管理學系。大學畢業後即進入臺灣鐵路管理局服務，曾擔任光華號首航列車長、台北火車站站長、營運處處長、臺鐵發言人、1995年接任臺灣鐵路管理局局長至2000年退休。

## 獲得獎項
- 中華民國交通部金路獎終身成就獎 (2014年)[3][4]